# Ignacio Burk
Ignacio Burk (* 24. Januar 1905 in Nürnberg; † 2. Juli 1984 in Caracas, Venezuela) war ein deutscher Missionar und römisch-katholischer Ordenspriester, der allerdings in den 1950er Jahren heiratete. Danach wirkte er als Hochschullehrer. Er erwarb sich große Verdienste als Philosoph, Psychologe, Pädagoge und Schriftsteller.

## Leben
Ignacio Martin Burk wurde in Deutschland als Sohn von Johann Burk und Barbara Wagner geboren. Er besuchte ein Nürnberger Gymnasium. 1924 trat er in das Noviziat der Ordensgemeinschaft der Salesianer Don Boscos ein. Nach der ersten Profess studierte er in Rom und in Österreich Philosophie und Theologie. Dann ging er als Missionar nach Venezuela. Dort begann er an der Franz-von-Sales-Schule in Caracas und am Kolleg Don Bosco in Valencia als Lehrer zu arbeiten.
1932 ging er als Missionar in den venezolanischen Bundesstaat Amazonas und wirkte als Lehrer, Arzt und Direktor einer Schule bei den Piaroa. Aufgrund einer Malaria-Erkrankung kehrte er nach Caracas zurück. Nachdem seine Gesundheit wiederhergestellt war, ging er nach Los Teques. Dort gründete er das Kolleg San José. Nach einem kurzen Aufenthalt in Valencia ging er 1938 nach Valera. 1940 wurde er venezolanischer Staatsbürger. Von 1946 bis 1949 absolvierte er am Nationalen Pädagogischen Institut von Caracas weitere Studien und erwarb den Professortitel in den Bereichen Biologie, Chemie, Philosophie und Psychologie. Er kehrte anschließend nach Valera zurück und unterrichtete dort am Kolleg der Salesianer und der Bundesrepublik, gründete im dortigen Krankenhaus ein Labor und trug zur Gründung des Athenäums der Stadt bei.
Er trat aus der Ordensgemeinschaft aus, gab das Priestertum auf und heiratete Elionor Geissler. 1953 wechselte er nach Maturín, wo er am Gymnasium José Miguel Sanz unterrichtete, ein wissenschaftliches Radio-Programm gestaltete und seine Forschungsergebnisse veröffentlichte.
1960 kehrte er nach Caracas zurück und hatte am Pädagogischen Institut für Psychologie den Lehrstuhl für psychologische Theorien und philosophische Anthropologie inne. Er leitete außerdem die Bildungsabteilung des Instituts. Seine Werke kommen unter anderem aus dem Bereich der Psychologie, Philosophie, Physik und Chemie. Vor allem seine "Kurze Geschichte der Psychologie", die an Wilhelm Wundt anknüpft, ist bekannt.
Seit 1973 veröffentlichte in El Nacional seine Kolumne "Sanduhr", in der er ganz unterschiedliche Themen behandelte.

## Nachwirkung
In der Stadt Valera wurde eine Schule nach ihm benannt. Außerdem gibt es in Cúa, Miranda, eine private Schule, die seinen Namen trägt.

## Werke
- gemeinsam mit Manuel Bemporad und Edoardo Crema: Galileo Galilei, 1564-1964, 1964
- Psicología general. Para estudiantes del 2a ciclo de educación secundaria e inst. de formación docente, 1961; (2., rev.)1964
- Breve historia de la psicologia. De los origenes a Wundt, 1966
- Las escuelas psicológicas actuales, 1966
- Copérnico, 1473-1973. Motor terrae stator solis caelique, 1973
- Tomás de Aquino, 1978
- Muro de dudas. Estudios, monografias y ensayos, T. 1 & 2, 1985